# Axel Stosberg

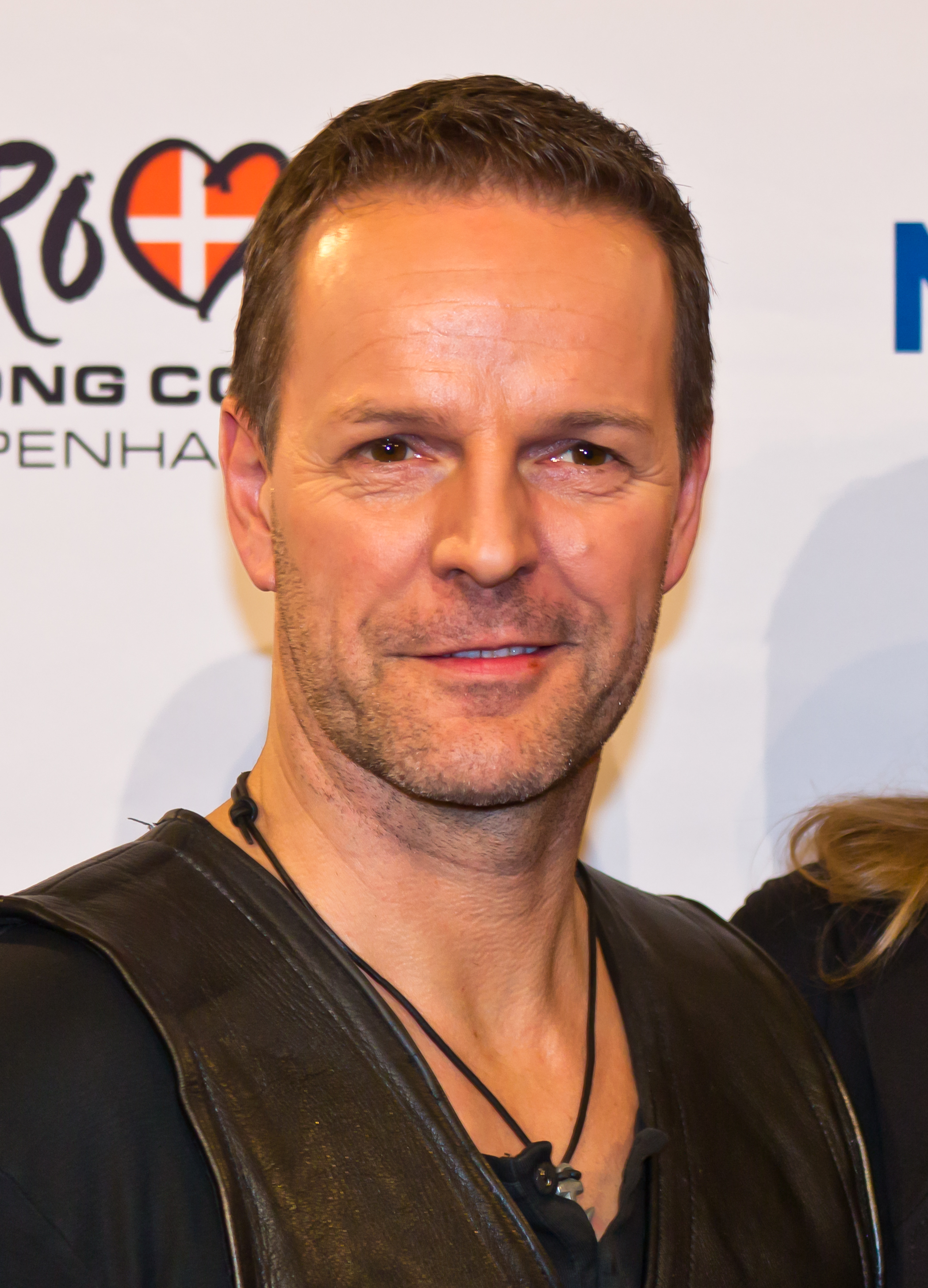
Axel Stosberg

Axel Stosberg (* 18. Juli 1967 in Flensburg) ist ein deutscher Musiker und Schauspieler.

## Leben
Axel Stosberg ist gelernter Masseur und Uhrmacher. Über das Orpheus Theater in seiner Geburtsstadt kam er in den 1990er Jahren an die Niederdeutsche Bühne Flensburg. Die dadurch entstandene Bekanntschaft mit Schauspielern des Ohnsorg-Theaters brachte Stosberg 2001 die erste Rolle an der Hamburger Bühne ein. Von 2006 bis 2009 hatte er dort einen Festvertrag, danach war er wieder selbständig tätig. Verpflichtungen führten ihn ans Frankfurter Fritz Rémond Theater oder an die Komödie Winterhuder Fährhaus. Gastweise spielte er daneben auch immer wieder am Ohnsorg-Theater.
Neben gelegentlichen Arbeiten vor der Kamera und Rollen in Hörspielproduktionen ist Axel Stosberg als Musiker tätig und als solcher Gründungsmitglied der Gruppe Santiano, die seit 2011 in den Bereichen Pop, Irish Folk, Shanty und Schlager erfolgreich ist.

## Filmografie (Auswahl)
- 2003–2004: Großstadtrevier (Fernsehserie, 2 Folgen)[2]
- 2004: Thea Witt macht nicht mit (Fernsehfilm)
- 2006: Das Hörrohr (Fernsehfilm)
- 2009: Da kommt Kalle (Fernsehserie, 2 Folgen)
- 2011: Mord im Watt

## Hörspiele
- 2001: Liebeslänglich Amrum (Folge 19) – Regie: Frank Grupe
- 2009: De Füerpüster – Regie: Hans Helge Ott
- 2011: Njorka un de Fents vun'n Sommer – Regie: Ilka Bartels
- 2017: König der Piraten